# فرودگاه نوونا
فرودگاه نوونا (به انگلیسی: Nouna Airport) یک فرودگاه با کد یاتا XNU است . این فرودگاه در شهر نونا کشور بورکینافاسو قرار دارد .